# Oconto (Nebraska)
Oconto je selo u američkoj saveznoj državi Nebraska. Prema popisu stanovništva iz 2010. u njemu je živjelo 151 stanovnika.